# Delblancpriset
Delblancpriset delades ut första gången den 26 maj 2011 i samband med firandet av Sven Delblancs födelsedag – den dagen skulle Sven Delblanc ha fyllt 80 år. 
"Priset ges till en högt kvalificerad författare eller annan kulturellt verksam person som i någon mening kan sägas verka i Sven Delblancs anda. Därmed menas bland annat: att som engagerad demokrat och fri intellektuell tala om viktiga ting på ett sådant sätt och med sådan språklig spänst att budskapet når ut till många människor."
Initiativtagare till priset är Delblancsällskapet, Trosa kommun och Södermanlands Nyheter. Prissumman var 2011 75 000 kr kommer att delas ut vart fjärde år. Prisjuryn för 2011 års pris bestod av professorn i lingvistik Viveka Adelswärd, författarna Jan Arnald och Ylva Eggehorn, litteraturkritikern Björn Gunnarsson samt gymnasieläraren Leif Risberg. 
Fr.o.m. 2015 är prissumman 40 000 kr och delas ut vartannat år. Prisjuryn 2015 bestod av författaren och litteraturkritikern Mats Gellerfelt (ordf.), professor Viveka Adelswärd och som representant för Delblancsällskapets styrelse lektor Leif Risberg. Priset delas ut 23 maj vid Trosa lands kyrka, Vagnhärad.
Prisjuryn 2017 bestod av Leif Risberg, Magnus Halldin och Sara Gordan.
2019, 2021, 2023 samt 2025 års prisjury bestod av Sara Gordan, Magnus Halldin, Leif Risberg och Lill Dahlberg.

## Pristagare
- 2011 – Sigrid Combüchen[3]
- 2015 – Niklas Rådström[4]
- 2017 – Ola Larsmo[5]
- 2019 – Lena Einhorn[6]
- 2021 – Steve Sem-Sandberg[7]
- 2023 – Carina Burman[8]
- 2025 – Peter Englund[9]